# Maria Anne Fitzherbert
Maria Anne Fitzherbert, née Maria Anne Smythe  le 26 juillet 1756, décédée le 27 mars 1837.
Elle est l'épouse de George IV du Royaume-Uni.

## Famille
Maria Anne Smythe est née en 1756, au château de Tong dans le Shropshire, fille de Walter Smythe (cadet de John Smythe, 3e baronet d'Acton Burnell) et de Maria Anne Errington.
En juillet 1775, Maria Anne Smythe épouse Édouard Weld (en) (1740-1775), un riche propriétaire foncier catholique du Dorset, châtelain de Lulworth et oncle du futur cardinal Thomas Weld. Cette union ne dure que trois mois, puisqu'Édouard Weld meurt.
En 1778, Maria Anne Smythe épouse Thomas Fitzherbert (1746-1781) dont elle a un fils (mort jeune). Le 7 mai 1781 Maria Anne Fitzherbert se trouve de nouveau veuve à 25 ans. Elle hérite de son second époux d'une résidence à Mayfair, un quartier élégant de Londres, et d'un revenu annuel de 2 500 £.

## Mariage de Maria Anne Fitzherbert et de Georges IV

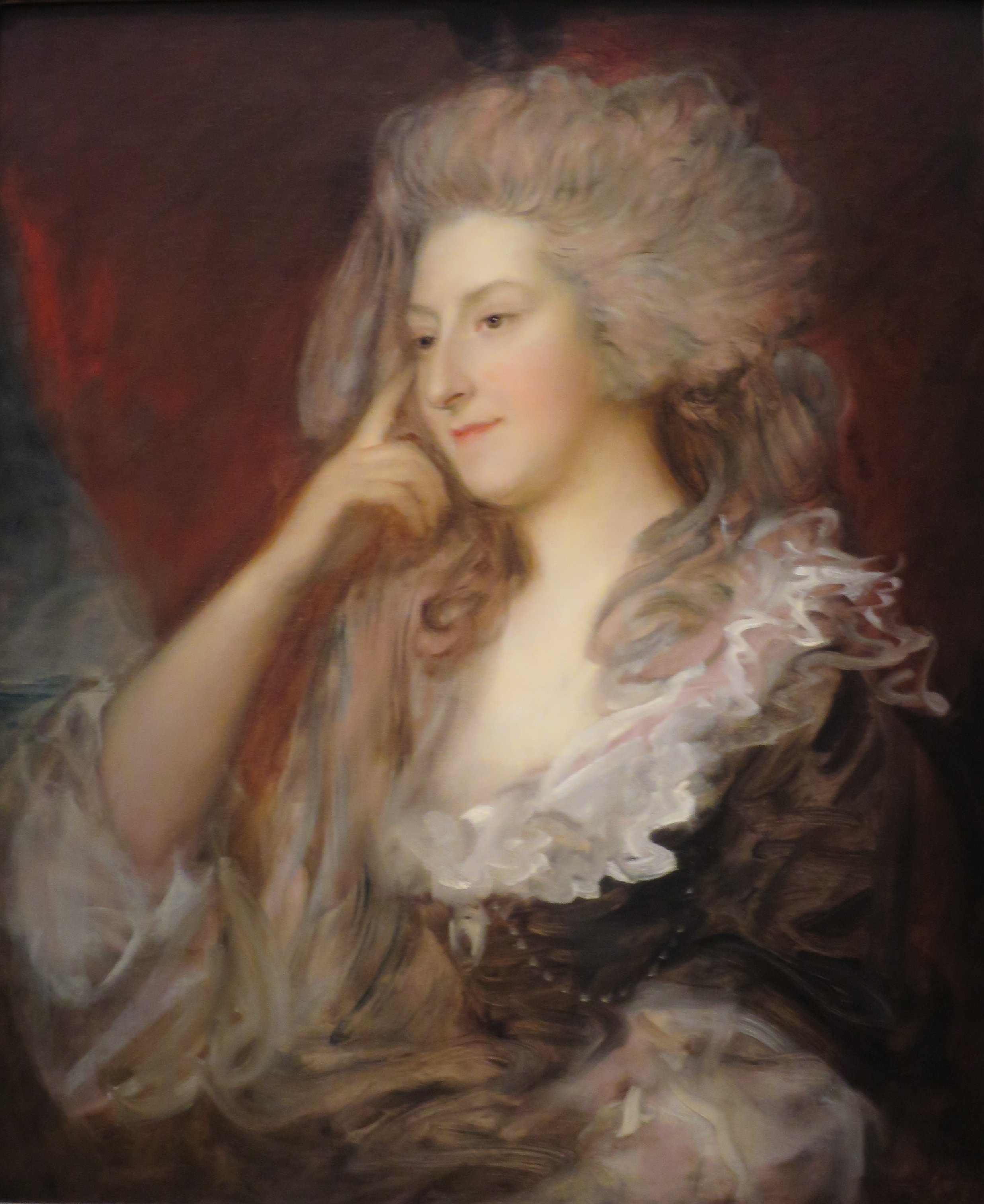
Mrs. Maria Anne Fitzherbert,1784
par Gainsborough
California Palace of the Legion of Honor

La jeune veuve est présentée à la société londonienne. Au printemps de 1784, Maria Anne Fitzherbert est présentée à un jeune admirateur, Georges, prince de Galles. Elle devient sa maîtresse. Le 15 décembre 1785, Maria Anne Fitzherbert épouse le prince de Galles. Ce mariage est considéré comme illégal, et reste secret : selon la Loi des mariages de 1772, le prince de Galles est dans l'obligation, pour se marier, de demander la permission à son père, le roi George III du Royaume-Uni et au Conseil privé, ce qu'il ne fait pas. Au cas où le prince aurait demandé cette permission, elle n'aurait probablement pas été accordée, Maria Anne Fitzherbert étant catholique romaine,,.

## Les liens entre Maria Anne Fitzherbert et le prince de Galles après son mariage
Maria Anne Fitzherbert et le prince de Galles continuent leur vie sentimentale même après le mariage du prince avec Caroline de Brunswick le 8 avril 1795. Elle est présentée comme une « vieille amie ». Vers 1800, il revient vivre auprès de Maria Anne Fitzherbert. Leur relation se termine vers 1811 (si le prince ne règne que de 1820 à 1830, il est nommé prince-régent dès 1811). Pendant ces onze années, le prince de Galles a aussi une liaison avec Frances Villiers, comtesse de Jersey, mais Maria Anne Fitzherbert ne lui en tient pas rigueur. Elle est elle-même très proche du duc Charles de Noailles, prince de Poix.
Après la mort de George IV le 26 juin 1830, on découvre des lettres conservées par Maria Anne Fitzherbert. Des mesures sont prises pour leur destruction. Guillaume IV du Royaume-Uni lui propose le titre de duchesse royale eu égard aux difficultés dont elle eut à souffrir de la part de Georges IV. Maria Anne Fitzherbert déclare avoir porté le nom de Fitzherbert toute sa vie, qu'elle ne l'avait jamais déshonoré et ne souhaitait pas en changer. Maria Anne Fitzherbert meurt le 27 mars 1837, elle est inhumée à l'église saint Jean-Baptiste à Kemp près de Brighton.
Sa vie et son mariage secret sont évoqués dans plusieurs films, dont un film britannique de 1947 qui lui est consacré : Mrs. Fitzherbert de Montgomery Tully.